# Опенько, Василий Иванович
Василий Иванович Опенько (6 февраля 1924 — 24 июля 1991) — советский украинский певец и вокальный педагог, продолжатель вокальной школы А. Мишуги и М. Микиши.

## Биография

### Детство и образование
Выходец из донской казачьей семьи, отец — пасечник, мать — домохозяйка. С детства много читал, рисовал, с шестого класса пытался собрать собственную библиотеку, с юных лет увлекался коллекционированием. Хотел стать учителем истории. В 1936—1941 годах учится в Богучарском педагогическом училище, где и начал петь в джазовом ансамбле под руководством Дорошенко. Несмотря на то, что впоследствии он получил два средних и два высших образования, Василий Иванович любил повторять, что если бы было можно, то он учился бы всю жизнь.
Наставниками Опенько были Матвей Сергеевич Баринов (в прошлом — скрипач Большого театра), учитель музыки в педагогическом училище, а также Народный артист УССР, профессор Михаил Венедиктович Микиша в Киевской консерватории и Марьян Крушельницкий, режиссёр театральной студии при Киевской государственной консерватории имени П. И. Чайковского.

### Деятельность
После окончания Богучарского педагогического училища в 1941 году Опенько по распределению уехал на Дальний Восток (Каменка Дальневосточная) преподавать в интернате для детей-сирот. Там он должен был работать простым учителем начальных классов, но из-за острой нехватки учителей Василий Иванович преподавал практически все предметы, даже математику в средних классах.
Летом 1942 года Опенько призвали в ряды Советской армии. В ходе войны он неоднократно принимал участие в концертах по линии фронта. После окончания войны В. И. Опенько ещё некоторое время не мог решить, что делать дальше: поступать в педагогический институт, как он мечтал в детстве; или начать профессионально заниматься вокалом, как ему предлагал М. С. Баринов. В 1945 году он поступил в Воронежский педагогический институт на исторический факультет. В 1946 году Василий Иванович забрал документы из института и в том же году поступил в Воронежское музыкальное училище. В 1946—1949 годах он учился пению у преподавателя Н. Синицыной, а с 1949 года Василий Иванович — студент Киевской государственной консерватории имени П. И. Чайковского в классе О. Дарчука (1949—1952), дальше — профессора М. Микиши. В своих следующих «Записках певца и вокального педагога» Василий Иванович написал: «Всё, что я на сегодняшний день знаю и умею как педагог — это всё заслуга Михаила Венедиктовича».

В. И. Опенько имел также актёрский талант, мог сыграть как трагическую, так и комическую роль. Марьян Крушельницкий, который работал со студентами консерватории в оперной студии, в своё время предлагал Василию Ивановичу перевестись в институт Карпенко-Карого, но тот отказался: 
Если бы начать всё сначала, я снова занимался бы вокалом, единственным святым для меня делом.
 У себя на родине, в Богучаре и Подколодновке он не раз со своими друзьями ставил пьесы, среди которых «Без вины виноватые» Островского и «Назар Стодоля» Шевченко и сам исполнял главные роли. Для спектаклей он сам из дерева изготавливал сабли и шпаги.
После окончания консерватории Василия Ивановича оставляли работать в Киевском радиокомитете, петь в Оперной студии Киевской консерватории, предлагали идти в хор Киевского оперного театра, но он выбрал Полтаву. В 1954 году В. И. Опенько по распределению прибыл в Полтаву и следующий период его жизни (1954—1991 годы) связан с Полтавой, Полтавской вечерней школой для рабочей молодёжи и Полтавским музыкальным училищем им. Н. В. Лысенко. За 19 лет его работы в Полтавской школе 15 учеников Василия Ивановича поступило в ведущие консерватории Советского Союза, не оканчивая музыкального училища. Несмотря на то, что музыкальное училище таких кадров не давало, в 1966 году Опенько пригласили на работу в Полтавское музыкальное училище им. Н. В. Лысенко и следующие 20 лет (1966—1986) в училище были плодотворными.

#### Преподавательская деятельность
В течение 1975—1976 годов Василий Иванович принимал участие во Всесоюзных конференциях по проблемам вокальной педагогики на основе своей научно-методической работы «Методика работы с начинающими вокалистами» (конференции состоялись на базе Воронежского института искусств и Астраханской консерваторий, куда поступило больше всего его учеников). После этого ему предложили преподавать в обеих консерваториях. Однако сердечный приступ в ноябре 1976 года помешал его планам.
Василий Иванович последовательно продолжал воплощать идеи своих предшественников Мишуги-Микиши, обогащая их собственным вокальным опытом. Отдельные страницы труда «Методика работы с начинающими вокалистами» посвящены проблемам правильного выявления типа голоса и избавлению от природных и приобретённых недостатков. В определения отдельных понятий вокальной терминологии (кантилена, филировка звука, тип голоса и др.) В. И. Опенько внёс своё понятное для начинающего вокалиста определение, большое значение Василий Иванович придавал подбору репертуара начинающего вокалиста и вокальным упражнениям.
Методика В. И. Опенько отличалась первенством принципа убеждения над принципом требовательности, отсутствием давления преподавателя на ученика своим авторитетом, попытка совместить индивидуальные занятия с коллективными и добиться от них максимального взаимоуважения и взаимопонимания между педагогом и его учениками:

Между учеником и преподавателем должно быть достигнуто взаимопонимание и взаимное доверие, только при таком условии работа проходит плодотворно. Если педагог слишком шаблонно подходит к своим ученикам, давит на них своим авторитетом и не дает ученику возможности выяснить вместе с педагогом причины, мешающие развитию ученика, то ученик начнёт их искать сам и зайдёт в глухой безвылазный вокальный угол. В вокальном воспитании убеждения, такт, уравновешенность и выдержка педагога является залогом успешного обучения пению начинающих.

Среди учеников Опенько — Народная артистка УССР Людмила Юрченко и Народный артист Украины Олег Марцинковский.

## Личная жизнь
Жена — Опенько Анна Яковлевна, преподаватель по классу бандуры Малой академии искусств (Полтава, 1961—2008). У пары было двое детей: Цебрий Ирина Васильевна, доктор педагогических наук, профессор (Полтавский национальный педагогический университет имени В. Г. Короленко) и Опенько Владимир Васильевич, Заслуженный артист Украины, солист Национальной оперы Украины.